# Wapen van Wijnandsrade

Wapen van Wijnandsrade

Het wapen van Wijnandsrade bestaat uit de afbeelding van het schepenbankzegel van de voormalige gemeente Wijnandsrade  De omschrijving luidt:
"Van zilver beladen met een St.Stephanus van natuurlijke kleur, in bruin monniksgewaad, met een gouden glorie om het hoofd, houdende eene bloem in de linkerhand en eene vrucht in de regterhand, ten halverwege komende uit een schild van keel, beladen met een chevron van zilver."

## Geschiedenis
Het wapen is afgeleid van het familiewapen van het geslacht Von Bongart. De schildhouder achter het schild met de keper, werd vervangen door de heilige Stephanus, beschermheilige van Wijnandsrade. Het wapen werd op 10 augustus 1868 verleend aan de gemeente. Wijnandsrade werd in 1982 samengevoegd met Nuth, de keper van Wijnandsrade werd overgenomen op het wapen van Nuth.
Ambt Montfort
· Amby
· Amstenrade
· Arcen en Velden
· Baexem
· Beegden
· Beek
· Belfeld
· Bemelen
· Berg en Terblijt
· Bingelrade
· Bocholtz
· Borgharen
· Born
· Broekhuizen
· Broeksittard 
· Buggenum
· Bunde
· Cadier en Keer
· Echt 
· Eijsden
· Elsloo
· Eygelshoven
· Geleen
· Gennep
· Geulle
· Grathem
· Grevenbicht
· Gronsveld
· Grubbenvorst
· Gulpen 
· Haelen
· Heel
· Heel en Panheel
· Heer
· Helden
· Herten
· Heythuysen
· Hoensbroek
· Horn
· Horst
· Houthem
· Hulsberg
· Hunsel
· Itteren
· Jabeek
· Kessel
· Klimmen
· Limbricht
· Linne
· Maasbracht
· Maasbree
· Maasniel
· Margraten
· Meerlo
· Meerlo-Wanssum
· Meerssen
· Meijel
· Melick en Herkenbosch
· Merkelbeek
· Mheer
· Montfort
· Munstergeleen
· Neer
· Neeritter
· Nieuwenhagen
· Nieuwstadt
· Noorbeek
· Nuth
· Onderbanken
· Obbicht en Papenhoven
· Ohé en Laak
· Oirsbeek
· Ottersum
· Oud-Valkenburg
· Oud-Vroenhoven
· Posterholt
· Roggel
· Roggel en Neer
· Roosteren
· Schaesberg
· Schimmert
· Schinnen
· Schinveld
· Sevenum
· Simpelveld
· Sint Geertruid
· Sint Odiliënberg
· Sint Pieter
· Sittard
· Slenaken
· Spaubeek
· Stramproy
· Stevensweert
· Susteren
· Swalmen
· Tegelen
· Thorn
· Ubach over Worms
· Ulestraten
· Urmond
· Valkenburg
· Vlodrop
· Wanssum
· Wessem
· Wijlre
· Wijnandsrade
· Wittem